# Steven Van Zandt
Pour les articles homonymes, voir Van Zandt.
Steven Van Zandt, surnommé « Little Steven » ou « Miami Steve », né le 22 novembre 1950 à Winthrop, est un auteur-compositeur, guitariste, producteur et acteur américain.
Il est connu comme guitariste régulier de Bruce Springsteen. Il est également connu en tant qu'acteur pour son rôle dans la série Les Soprano.

## Biographie

### Carrière musicale
Dans les années 60, Miami Steve joue de la basse dans le groupe Steel Mill avec Bruce Springsteen, qu'il a rencontré à l'Upstage Club de Asbury Park. Il part aussi en tournée avec The Dovells et Dion DiMucci.
Entre 1981 et 1982, poussé par sa maison de disque à la suite de son succès avec Bruce Springsteen, Southside Johnny et Gary US Bonds, il crée le groupe Disciples of Soul avec Dino Danelli (batteur de The Rascals), Jean Beauvoir (bassiste des Plasmatics) et The Miami Horns.
Artiste militant, il a créé, en 1985 le groupe Artists United Against Apartheid, qui lutte contre la politique raciale en Afrique du Sud et sort alors la chanson et l'album Sun City. Quarante-neuf artistes, dont Miles Davis, Bruce Springsteen, Ringo Starr, Bono, Lou Reed, Peter Gabriel, Bob Dylan ou encore Run DMC, ont collaboré à la chanson du même nom.
En 1991, il produit le titre So Long à Lagos pour Majek Fashek. La même année, il participe à la chanson Give Peace A Chance du groupe Peace Choir.

### Acteur
Surtout connu en tant que membre du E Street Band de Bruce Springsteen où il joue de la guitare et de la mandoline, Steven Van Zandt est aussi un acteur de télévision accompli, ayant joué le rôle de Silvio Dante dans la série télévisée Les Soprano entre 1999 et 2007.
En 2012, il endosse le rôle de Frank Tagliano, le rôle principal dans la série Lilyhammer, une série américano-norvégienne, diffusée sur NRK1.

### Vie privée
Il est marié à Maureen Van Zandt, qui joue également son épouse dans la série Les Soprano.

## Discographie
- 1982 : Men Without Women (en)
- 1984 : Voice of America
- 1987 : Freedom - No Compromise
- 1989 : Revolution
- 1999 : Born Again Savage
- 1999 : Greatest Hits
- 2017 : Soulfire
- 2018 : Summer of Sorcery
- 2021 : Macca to Mecca ! (Live at the Cavern Club Liverpool 2017)

## Filmographie

### Cinéma

#### Longs métrages
- 1985 : Le Prix de l'exploit (American Flyers) de John Badham : un cycliste.
- 2018 : Les Chroniques de Noël (The Christmas Chronicles) de Clay Kaytis : Wolfie.
- 2019 : The Irishman de Martin Scorsese : Jerry Vale.
- 2023 : Under the Boardwalk de David Soren et Chris Kirshbaum : Bruno (voix).

#### Court métrage
- 2005 : The Nightly Potato Episode 1 de Chris Hayes : Bill O'Reilly (voix).

### Télévision

#### Séries télévisées
- 1999 - 2007 : Les Soprano (The Sopranos) : Silvio Dante.
- 2012 - 2014 : Lilyhammer : Francesco "Frankie" Tagliano / Giovanni "Johnny" Henriksen.
- 2016 : American Dad! : le gérant du diner (voix).